# Шиштевец
Ши́штевец (также Шиштавеци, Шиштавец, Шиштевац; алб. Shishtaveci; горан. Шиштейец; серб. Шиштевац / Šištevac) — село в северо-восточной Албании. Входит в состав общины Шиштевец округа Кукес. Село расположено в албанской части исторической области Гора, жители села — представители исламизированной южнославянской этнической группы горанцев. Помимо села Шиштевец горанцы в Албании живут также в сёлах Борье, Запод, Кошариште, Оргоста, Орешек, Очикле, Пакиша и Цернолево.
Село находится менее чем в километре к западу от границы Албании с Косово.

## История

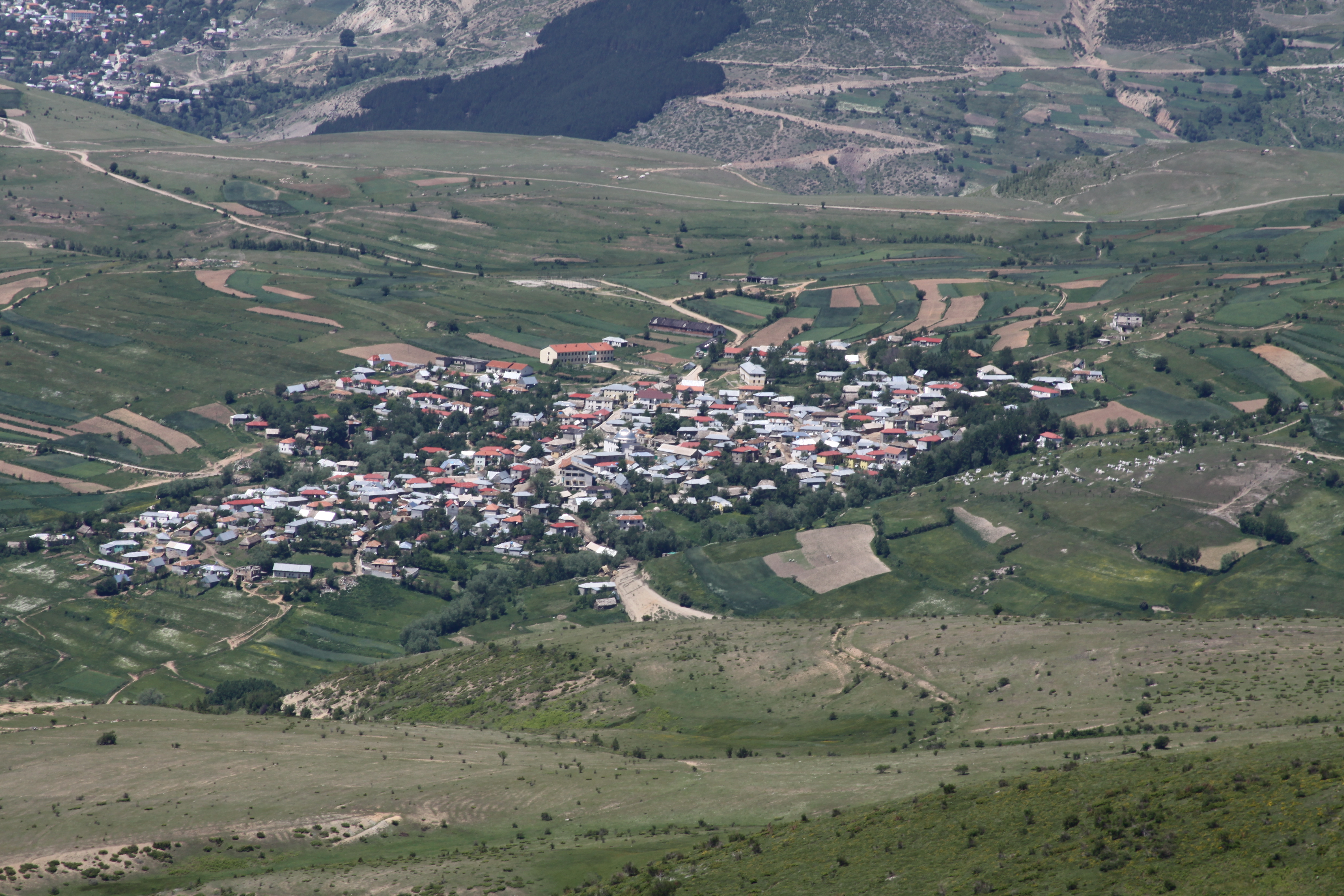
Село Шиштевец

После второй Балканской войны 1913 года часть территории Горы, на которой расположено село Шиштевец, была передана Албании.
В 1914 году на территории Македонии проводил научные исследования российский лингвист А. М. Селищев. На изданной им в 1929 году этнической карте региона Полог населённый пункт Шиштевец был указан как болгарское село.
В 1916 году во время экспедиции в Македонию и Поморавье село Шиштевец посетил болгарский языковед С. Младенов, по его подсчётам в селе, которое он отнёс к болгароязычным, в то время было около 200 домов.
Согласно рапорту главного инспектора-организатора болгарских церковных школ в Албании Сребрена Поппетрова, составленному в 1930 году, в селе Шиштевец насчитывалось около 200 домов, столько же, сколько и по подсчётам С. Младенова.